# Liga Splitskog nogometnog podsaveza 1952.
Splitski nogometni podsavez je obnovljen 24. veljače 1952. godine, nakon što je Hrvatski nogometni savez 13. siječnja 1952. godine donio odluku o ukidanju oblasih nogometnih odbora i osnivanju nogometnih podsaveza. Prema tome je ukinut Oblasni odbor Nogometnog saveza Hrvatske za Dalmaciju, a obnovljen Splitski nogometni podsavez, s područjem djelovanja za cijelu Dalmaciju. Također je i Jugoslavenski nogometni savez donio odluku o reorganizaciji nogometnih natjecanja, kojom su ukinute Druga savezna liga te republičke lige, pa su drugi rang natjecanja predstavljale podsavezne lige. 
 Prvak lige Splitskog nogometnog podsaveza se plasirao u doigravanja za prvaka Hrvatske, koje su bile i kvalifikacije za 1. saveznu ligu, te su dobili plasman u novoformiranu Hrvatsko-slovensku ligu, koja od sezone 1952./53. predstavlja drugi rang natjecanja. 

Liga je imala naziv i Prvenstvo Dalmacije, a igrana je od veljače do lipnja 1952. godine, a od jeseni je nogometna sezona vraćena na sustav jesen - proljeće.

## Formiranje lige
- Iz ukinute Republičke lige (3): Šibenik, Zadar, Zmaj (Makarska)
- Iz Dalmatinske oblasne lige (7): Val (Kaštel Stari), Slaven (Trogir), Jadran (Kaštel Sućurac), Jug Dubrovnik, DOŠK Drniš, Dinara (Knin) i Arsenal (Split)

## Ljestvica
| mj. | klub                  | ut. | pob. | ner. | por. | gol+ | gol- | GR  | bod |
| --- | --------------------- | --- | ---- | ---- | ---- | ---- | ---- | --- | --- |
| 1.  | Šibenik               | 18  | 14   | 2    | 2    | 48   | 16   | +32 | 30  |
| 2.  | Dubrovnik             | 18  | 9    | 5    | 4    | 42   | 31   | +11 | 23  |
| 3.  | Zmaj Makarska         | 18  | 9    | 3    | 6    | 43   | 27   | +16 | 21  |
| 4.  | Zadar                 | 18  | 9    | 2    | 7    | 36   | 39   | -3  | 20  |
| 5.  | Arsenal Split         | 18  | 7    | 5    | 6    | 39   | 34   | +5  | 19  |
| 6.  | Val Kaštel Stari      | 18  | 7    | 5    | 6    | 32   | 28   | +4  | 19  |
| 7.  | Slaven Trogir         | 18  | 6    | 6    | 6    | 38   | 40   | -2  | 18  |
| 8.  | Jadran Kaštel Sućurac | 18  | 3    | 5    | 10   | 20   | 36   | -16 | 11  |
| 9.  | Dinara Knin           | 18  | 2    | 6    | 10   | 23   | 39   | -16 | 10  |
| 10. | DOŠK Drniš            | 18  | 3    | 3    | 12   | 20   | 51   | -31 | 9   |

- Viši rang:
  - Šibenik se plasirao u doigravanje prvenstva Hrvatske za ulazak u Prvu saveznu ligu – nije uspio. Plasirao se u novoformiranu Hrvatsko-slovensku ligu
- Ispali:
  - nitko
- Novi članovi:
  - Naprijed (Vis), Arbanasi (Zadar), Mladost (Kaštel Lukšić), Solin i Orkan (Dugi Rat)
- Napomena:
  - Arsenal je tijekom leta postao Split
  - Naredne sezone liga je bila podijeljena u dvije grupe, prva s osam i druga sa šest ekipa